# Andrzej Kiszczak
Andrzej Kiszczak (ur. 1952) – polski sędzia siatkarski.

## Życiorys
W 1980 roku współzałożył Międzyszkolny Klub Sportowy przy MOS Wola Warszawa, był także członkiem zarządu klubu. W 1990 roku został sędzią międzynarodowym. Sędziował m.in. mecze Ligi Światowej, mistrzostw Europy (sześć edycji) i mistrzostw świata (cztery edycje). Pełnił funkcję delegata technicznego CEV, był także przewodniczącym wydziału sędziowskiego PZPS.